# Opuzen
Opuzen este un oraș în cantonul Dubrovnik-Neretva, Croația, având o populație de 3.254 de locuitori (2011).

## Demografie
Componența etnică a orașului Opuzen
     Croați (98,34%)
     Necunoscut (0,22%)
     Neclasificat (1,32%)
Componența confesională a orașului Opuzen
     Catolici (95,39%)
     Fără religie și atei (1,75%)
     Necunoscută (1,23%)
     Alte religii (1,63%)
Conform recensământului din 2011, orașul Opuzen avea 3.254 de locuitori. Din punct de vedere etnic, majoritatea locuitorilor (98,34%) erau croați. Apartenența etnică nu este cunoscută în cazul a 0,22% din locuitori. Din punct de vedere confesional, majoritatea locuitorilor (95,39%) erau catolici, cu o minoritate de persoane fără religie și atei (1,75%). Pentru 1,23% din locuitori nu este cunoscută apartenența confesională.